# Baziówka mocna

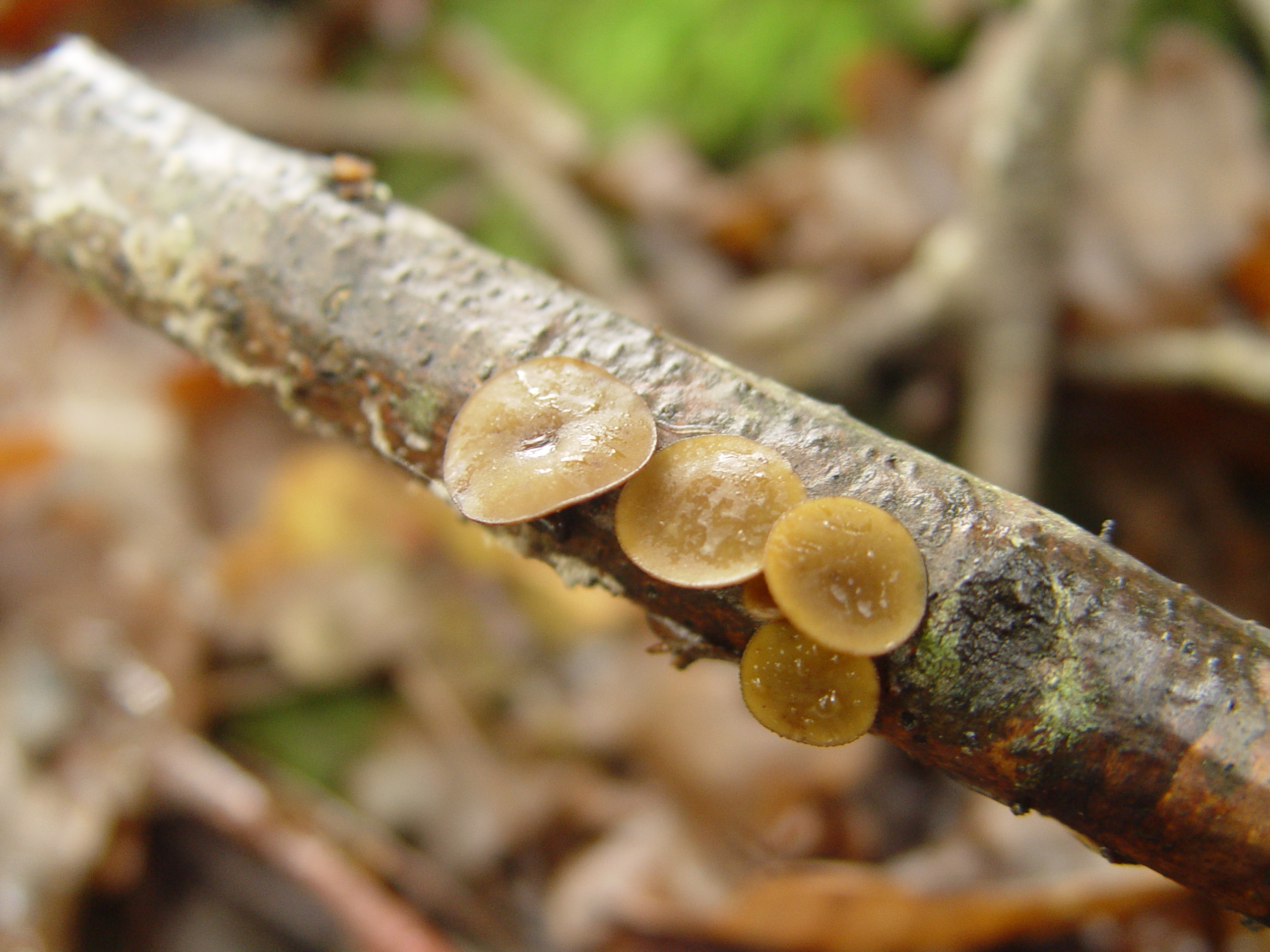

Baziówka mocna (Rutstroemia firma (Pers.) P. Karst.) – gatunek grzybów z rodziny baziówkowatych (Rutstroemiaceae).

## Systematyka i nazewnictwo
Pozycja w klasyfikacji według Index Fungorum: Rutstroemiaceae, Helotiales, Leotiomycetidae, Leotiomycetes, Pezizomycotina, Ascomycota, Fungi.
Po raz pierwszy opisał go w 1801 r. Christiaan Hendrik Persoon, nadając mu nazwę Peziza firma. Obecną nazwę nadał mu Petter Adolf Karsten w 1871 r. Ma kilkanaście synonimów. Niektóre z nich:
- Cenangium firmum (Pers.) de Not. 1863
- Poculum firmum (Pers.) Dumont 1976

Nazwa polska według M.A. Chmiel.

## Morfologia
Owocniki typu apotecjum o średnicy 2–5 mm, kopulaste lub spłaszczone. Powierzchnia hymenialna o barwie od brązowej do ciemnobrązowej, powierzchnia zewnętrzna gładka, tej samej barwy. Trzon 3–6 × 1–2 mm, cylindryczny, zwężony ku podstawie, falisty, gładki, zabarwiony. Znikomy zapach.
Worki cylindryczne, 8-zarodnikowe, jednorzędowe w młodym wieku i dwurzędowe w okresie dojrzałości, amyloidalne (95,4–)99,8–122,3(–134,7) × (6,4–) 8,0–9,5(–10,3) µm. Askospory cylindryczne, wrzecionowate, gładkie, szkliste, niektóre z jedną lub kilkoma przegrodami, z wtórnymi zarodnikami na końcach, o wymiarach (10,8–)12,4–16,7(–19,1) × (2,8–)3,2–4,3(–4,8) µm; Q = 2,9–5,4, Qe = 4,0 i objętości = 108 µm³. Parafizy nitkowate, septowane, u podstawy rozwidlone, o szerokości (3,0–)3,2–5,1(–5,4) μm i 3,9 μm na wierzchołku. Ekscypulum o prostej fakturze.
Podobna baziówka wiosenna (Rutstroemia bolaris) rośnie na drewnie olszy lub brzozy, ma kolor pomarańczowo-brązowy i większe zarodniki, 15-20 × 5-6,5 µm.

## Występowanie i siedlisko
Występuje w Ameryce Północnej, Europie i Azji. W Polsce M.A. Chmiel w 2006 r. przytoczyła wiele stanowisk, w późniejszych latach podano następne, a najbardziej aktualne podaje internetowy atlas grzybów. Znajduje się w nim na liście gatunków zagrożonych i wartych objęcia ochroną.
Nadrzewny grzyb saprotroficzny. Występuje na opadłych gałązkach drzew liściastych, zwłaszcza dębów.